# جون بيتش أوستن
جون بيتش أوستن ولد 17 جويليا 1917 و توفي 12 جانفي 2012 و قد كان طيارًا في سلاح الجو الملكي البريطاني ار اي اف خلال الحرب العالمية الثانية. لقد كان أحد طياري المهام الخاصة الأطول خدمة في سلاح الجو الملكي البريطاني، حيث قام بإسقاط العملاء والإمدادات لحركات المقاومة في ثمانية دول في أوروبا المحتلة. 